# Новгуда
Новгуда — река в России, протекает по Пудожскому району Карелии.
Исток — Новгудозеро, в которое впадают Мегеда и ручей Двухвёрстный. Устье реки находится в 11 км по левому берегу реки Илекса. Длина реки составляет 25 км, площадь водосборного бассейна — 265 км².
Протекает вдали от населённых пунктов.
Притоки (от устья к истоку):
- Вехкажа (левый)
- Кеража (левый)
- Чумбуда (левый, из Чукозера)
- Сенной (правый)

## Данные водного реестра
По данным государственного водного реестра России относится к Балтийскому бассейновому округу, водохозяйственный участок реки — Водла, оз. Водлозеро, речной подбассейн реки — Свирь (включая реки бассейна Онежского озера). Относится к речному бассейну реки Нева (включая бассейны рек Онежского и Ладожского озера).
Код объекта в государственном водном реестре — 01040100312102000016488.